# شینگل (اوبرهاسلی)
شینگل (به لاتین: Tschingel) یک کوه در سوئیس است که در کانتون برن واقع شده‌است. شینگل ۲٬۳۲۶ متر بالاتر از سطح دریا واقع شده‌است.